# قسم أختاتشي الريفي (مقاطعة بوكان)
قسم أختاتشي الريفي (بالفارسية: دهستان آختاچی) هي منطقة سكنية تقع في إيران في قسم المركزي. يقدر عدد سكانها بـ 7,050 نسمة .